# برنارد پارکر
برنارد پارکر (هلندی: Bernard Parker؛ زادهٔ ۱۶ مارس ۱۹۸۶) یک بازیکن فوتبال اهل آفریقای جنوبی است.
وی همچنین در تیم ملی فوتبال آفریقای جنوبی بازی کرده‌است.